# 1913 w literaturze
Wydarzenia literackie w 1913 roku.

## Wydarzenia
- polskie
- zagraniczne
  - założono w Belgii czasopismo Isis

## Proza beletrystyczna i literatura faktu
- polskie
  - Bolesław Leśmian
    - Klechdy sezamowe
    - Przygody Sindbada Żeglarza

  - Włodzimierz Perzyński – Łut szczęścia

- zagraniczne
  - Arthur Conan Doyle – Trujące pasmo (The Poison Belt)
  - Franz Kafka – Wyrok (Das Urteil)
  - David Herbert Lawrence – Synowie i kochankowie (Sons and Lovers)
  - Jack London – Księżycowa Dolina (The Valley of the Moon)
  - Miguel de Unamuno – O poczuciu tragiczności życia wśród ludzi i wśród narodów (El espejo de la muerte)
- wydania polskie tytułów zagranicznych

## Dzienniki, autobiografie, pamiętniki
- polskie
- zagraniczne
- wydania polskie tytułów zagranicznych

## Eseje, szkice i felietony
- polskie
- zagraniczne
- wydania polskie tytułów zagranicznych

## Dramaty
- polskie
  - Włodzimierz Perzyński – Dzieje Józefa
- zagraniczne
  - George Bernard Shaw – Pigmalion
  - Gaston Arman de Caillavet, Roberta de Flersa, Étienne Rey – Ładna historia
- wydania polskie tytułów zagranicznych

## Poezje
- polskie
- zagraniczne
  - Guillaume Apollinaire – Alkohole (Alcools)
  - Blaise Cendrars – Proza kolei transsyberyjskiej (Prose du Transsibérien et de la petite Jeanne de France
  - Osip Mandelsztam – Kamień
  - John Masefield – Dauber
  - William Carlos Williams – Temperamenty (The Tempers)
- antologie
- zagraniczne antologie
- wydane w Polsce dzieła lub wybory utworów poetów obcych

## Prace naukowe, biografie i kalendaria
- polskie
  - Zygmunt Lubicz-Zaleski – Dzieło i twórca : (studya i wrażenia literackie) (E. Wende i Ska)[1]
- zagraniczne
  - Edmund Husserl – Idee czystej fenomenologii i fenomenologicznej filozofii (Ideen zu einer reinen phänomenologischen Philosophie)

## Urodzili się
- 16 stycznia – Mirosław Żuławski, polski pisarz (zm. 1995)
- 9 lutego – Adam Ochocki, polski dziennikarz, pisarz i satyryk (zm. 1991)
- 10 lutego – Johanna Sibelius, niemiecka pisarka i scenarzystka (zm. 1970)
- 24 lutego – Emmanuił Kazakiewicz, rosyjski pisarz (zm. 1962)
- 27 lutego – Irwin Shaw, amerykański pisarz (zm. 1984)
- 1 marca – Ralph Ellison, amerykański pisarz i publicysta (zm. 1994)
- 3 marca – Józef Stachowski, polski poeta (zm. 1944)
- 6 marca – Sara Szabes, izraelska poetka tworząca w jidysz (zm. 2008)
- 8 marca – Mouloud Feraoun, algierski pisarz (zm. 1962)
- 13 marca:
  - Abidin Dino, turecki malarz i pisarz (zm. 1994)
  - Siergiej Michałkow, rosyjski poeta i bajkopisarz (zm. 2009)
- 29 marca – Ronald Stuart Thomas, walijski poeta (zm. 2000)
- 31 marca – Egon Naganowski, krytyk literacki, eseista i tłumacz (zm. 2000)
- 10 kwietnia – Stefan Heym, niemiecki pisarz pochodzenia żydowskiego (zm. 2001)
- 17 kwietnia – Miss Read, angielska pisarka (zm. 2012)
- 12 maja – Friedrich Huch, niemiecki powieściopisarz, autor opowiadań i dramaturg (ur. 1873)
- 26 maja – Pierre Daninos, francuski pisarz i dziennikarz (zm. 2005)
- 2 czerwca
  - Barbara Pym, angielska powieściopisarka (zm. 1980)
  - Walter Andreas Schwarz, niemiecki nowelista i tłumacz (zm. 1992)
- 20 czerwca – Lilian Jackson Braun, amerykańska pisarka (zm. 2011)
- 22 czerwca – Sándor Weöres, węgierski poeta, pisarz i tłumacz literatury (zm. 1989)
- 26 czerwca – Aimé Césaire, afrokaraibsko-francuski pisarz i polityk (zm. 2008)
- 7 lipca – Włodzimierz Pietrzak, polski poeta, prozaik i krytyk literacki (zm. 1944)
- 11 lipca – Cordwainer Smith, amerykański pisarz science fiction (zm. 1966)
- 15 lipca
  - Hammond Innes, brytyjski pisarz (zm. 1998)
  - Abraham Suckewer, żydowski i polski poeta i pisarz (zm. 2010)
- 11 sierpnia – Angus Wilson, angielski pisarz (zm. 1991)
- 26 sierpnia – Boris Pahor, słoweński pisarz (zm. 2022)
- 28 sierpnia – Robertson Davies, kanadyjski pisarz i krytyk literacki (zm. 1995)
- 31 sierpnia – Zbigniew Bieńkowski, polski poeta, krytyk literacki, eseista, tłumacz (zm. 1994)
- 17 września – Mira Lobe, austriacka autorka książek dla dzieci (zm. 1995)
- 28 września – Edith Pargeter, brytyjska pisarka i tłumaczka (zm. 1995)
- 10 października – Claude Simon, francuski pisarz, noblista (zm. 2005)
- 11 października – Zbyszko Bednorz, polski pisarz, poeta i historyk literatury (zm. 2010)
- 19 października
  - Vinicius de Moraes, brazylijski poeta, prozaik (zm. 1980)
  - Vasco Pratolini, włoski pisarz (zm. 1991)
- 27 października
  - Andrzej Bobkowski, polski pisarz (zm. 1961)
  - Kornel Filipowicz, polski powieściopisarz, nowelista i poeta (zm. 1990)
- 7 listopada – Albert Camus, francuski pisarz, noblista (zm. 1960)
- 16 listopada – Jan Bielatowicz, polski prozaik, poeta, publicysta, krytyk literacki (zm. 1965)
- 18 listopada – A’isza Abd ar-Rahman, egipska prozaiczka i poetka (zm. 1998)
- 27 listopada – C.C. MacApp, amerykański pisarz science fiction (zm. 1971)
- 5 grudnia – Wanda Karczewska, polska powieściopisarka, poetka, dramaturg i tłumaczka (zm. 1995)
- 8 grudnia – Delmore Schwartz, amerykański pisarz (zm. 1966)
- 14 grudnia – Artur Sandauer, polski krytyk literacki, eseista i tłumacz (zm. 1989)
- 18 grudnia
  - Alfred Bester, amerykański pisarz science fiction (zm. 1987)
  - Ćamil Sijarić, czarnogórski pisarz (zm. 1989)

Data dzienna nieznana:
- Abd ar-Rahim Mahmud, arabski poeta pochodzenia palestyńskiego (zm. 1948)

## Zmarli
- 29 stycznia – Władysław Bełza, poeta, autor Katechizmu polskiego dziecka (ur. 1847)
- 17 lutego – Joaquin Miller, amerykański dziennikarz, poeta i dramaturg (ur. 1837)
- 13 marca – Walery Przyborowski, polski pisarz (ur. 1845)
- 17 marca – Soledad Acosta, kolumbijska pisarka i dziennikarka (ur. 1833)
- 18 marca – Cyril Gallay, słowacki poeta, tłumacz i pedagog (ur. 1857)
- 25 kwietnia – Mychajło Kociubynski, ukraiński prozaik (ur. 1864)
- 12 maja:
  - Susan Huntington Gilbert Dickinson, amerykańska poetka (ur. 1830)
  - Friedrich Huch, niemiecki powieściopisarz (ur. 1873)
- 2 czerwca – Alfred Austin, angielski poeta (ur. 1835)
- 8 lipca – Louis Hémon, francuski pisarz (ur. 1880)
- 1 sierpnia – Łesia Ukrainka, ukraińska poetka, pisarka i krytyczka literacka (ur. 1871)

## Nagrody
- Nagroda Nobla – Rabindranath Tagore